# Barbara Matera

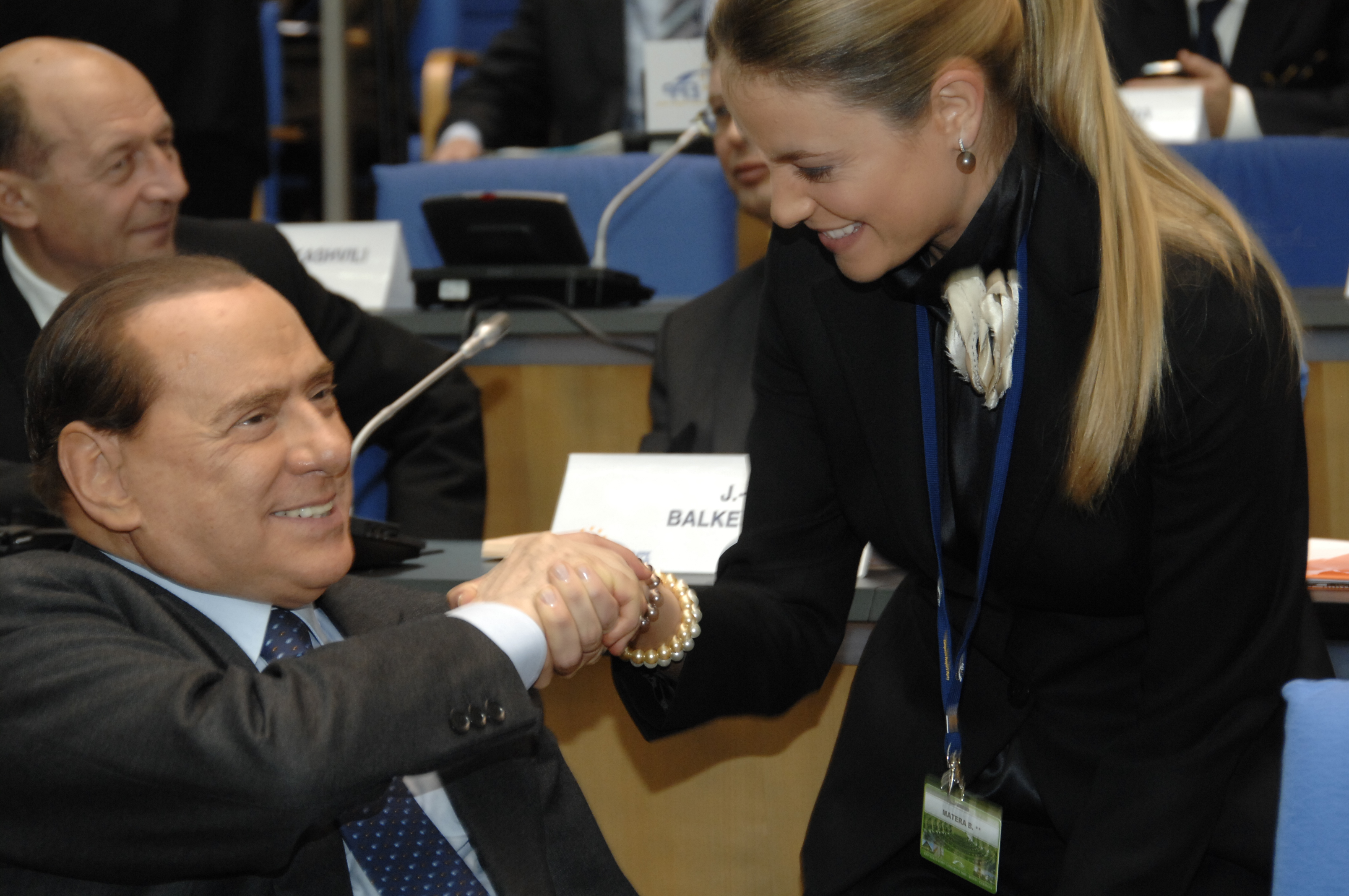
Von links: Traian Băsescu, Silvio Berlusconi, Barbara Matera (2009)

Barbara Matera (* 9. Dezember 1981 in Foggia) ist eine italienische Moderatorin und Politikerin.

## Leben
Barbara Matera übernahm zwischen 2003 und 2007 den Posten einer Programmsprecherin für Rai Uno. Zudem spielte sie in mehreren TV-Serien mit und nahm an der Wahl zur Miss Italia teil.
Bei der Europawahl 2009 trat sie für die italienische Partei Popolo della Libertà an und erreichte einen Sitz im Europaparlament. Sie wurde als Vorschlag vom italienischen Ministerpräsidenten Silvio Berlusconi auf die Liste gesetzt. Im Parlament wurde sie Mitglied im Haushaltsausschuss sowie in der Delegation des Gemischten Parlamentarischen Ausschusses EU-Türkei. Bei der Europawahl 2014 verteidigte sie ihren Sitz und war damit auch in der 8. Wahlperiode Abgeordnete des Europaparlaments.
Bei der Europawahl 2019 kandidierte sie erneut, verpasste aber die Wiederwahl.